# Nikon F3
La Nikon F3 és una càmera reflex fabricada per Nikon des de 1980 a 2001. Aquesta màquina va introduir l'lAE (automatisme d'exposició) amb prioritat de diafragma, adequat per als fotògrafs professionals. La càmera Nikon F3 va constituir la tercera generació dels models professionals de càmeres Nikon reflex de la sèrie F, després de les Nikon F i F2. Aquesta, és la càmera d'enfocament manual més avançada fabricada per Nikon.

## Història
Va ser fabricada per Nippon Kogaku KK (ara Nikon Corporation) al Japó de 1980 a 2000, deixant de produir-se quan el mercat va quedar dominat per les posteriors autofocus F4 i F5. Evolució de les Nikon professionals que la van precedir, la F3 va introduir el funcionament automàtic amb prioritat d'obertura, conservant el visor intercanviable però amb l'exposimetre allotjat dins del cos de la càmera, de manera que la mesura de l'exposició està disponible amb qualsevol visor.
Dissenyada per Giorgetto Giugiaro, la Nikon F3 es va proposar al mercat com una càmera professional i automàtica, adreçada principalment a professionals que van veure evolucionar els seus kits F2 cap a una càmera més contemporània. Igor Kostin amb dues Nikon F3, fou el primer fotògraf a l'escena del desastre de Txernòbil.
En la seva llarga història, després d'haver estat en producció durant 20 anys, van existir diverses versions, mantenint el cos de la càmera compatible amb totes les versions presentades. Va aparèixer amb un visor estàndard, que en tot cas permetia una visió al 100%, després es va comercialitzar la versió F3HP (High Eyepoint), la diferència de la qual rau en el visor DE3 que permet la possibilitat de garantir la visió a uns dos cm de l'ocular, convenient especialment per als usuaris d'ulleres.

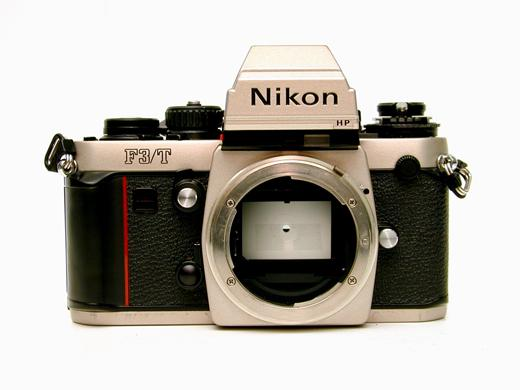
Nikon F3 Titan

## Altres versions
En la seva història es van posar a la venda dues versions de titani (F3/T), la primera en color xampany, estèticament vàlida però més delicada que la segona pintada de negre.
La versió F3/AF, equipada amb un visor AF, és la primera creació concreta de Nikon d'una màquina d'enfocament automàtic, encara que limitada a l'ús de dues lents especials Nikkor (80 mm, 200 mm), mentre que amb les lents Nikkor AI el visor AF va incorpora una indicació d'enfocament correcte mitjançant LED.
La Nikon F3 Limited, a la venda només al Japó, i la F3P són variacions de la càmera, a proposta de l'entorn professional, que introdueixen lleugers canvis com l'eliminació del disparador automàtic, un botó de l'obturador més amunt del cos de la càmera, millor segellat a la intempèrie i, en el cas de l'F3P, el sòcol de flaix a sobre del visor Hp.
En la seva llarga trajectòria, també es va crear una versió Highspeed, amb un mirall fix semireflectant, combinat amb una versió especial del motor MD-4 i amb una cadència de fins a 13 ftg per segon. Nikon F3 acaba la seva carrera l'any 2000 amb la introducció al mercat d'una versió commemorativa “ F3 Hp 1980-2000 ”, per celebrar els vint anys de producció, venuda en una caixa de fusta amb el logotip 1980-2000.

## Característiques[3]
- Càmera SLR automàtica amb prioritat d'obertura
- Visualització de dades al visor mitjançant una pantalla LCD il·luminable
- Visors intercanviables (5 visors intercanviables, 22 pantalles d'enfocament)
- Velocitats d'obturació: 8 s a 1/2000, B i T
- Temps mecànic a 1/80 s
- Interval de sensibilitat: ASA 12-6400
- Sistema de mesura semipuntual amb ponderació central alta (80/20)
- Obturador: obturador de pla focal tipus cortina de titani
- Sincronització de flaix: terminal PC i contacte directe amb X-sync, 1/80 s
- Disposició per a motor MD-4
- Pes: 700 g